# 國家遺產廳
國家遺產廳（：／ Gukga yusancheong */?），是大韓民國政府负责保护與發揚國家遺產的机构。总部位於大田广域市政府大田廳舍。隸屬於文化體育觀光部。

## 歷史
1945年11月，駐朝鮮美國軍政廳接管李王職後將其改組為舊皇室事務廳，專司文化財的保护與管理工作。1955年，改組為舊皇室財產事務總局。1961年10月，文化財管理局成立。1962年，《文化财保护法》出臺，以日本1950年《文化财保护法》为蓝本。1999年，文化財管理局升格为文化財廳。2024年5月17日，《國家遺產基本法》施行，文化財廳改編為國家遺產廳，各級別「文化財」也一併改名為「遺產」。

## 事跡
根据1962年《文化财保护法》第2条，文化財主要可分为有形文化財、無形文化財、紀念物、民俗文化財等。
2010年，文化財廳参与光化門修复项目，修復好的牌匾於当天揭幕。但到11月初，木匾“光”左侧與“化”下方出現长而垂直的裂缝。文化財廳稱是秋季乾燥天氣導致木材收縮，但專家提出異議，表示是因為用未熟松木板趕工期，而且木材乾燥不當。多次論爭後，裂缝得到修复，政府又委托製造了新匾。2011年9月，新匾的13块木板被切开，之后在江原道自然干燥。但是，在文化財廳针对5000人的调查中，有58.7%的人表示應用韩文題字，41.3%的人表示應用漢字，而1395年的原版是漢字。咨询过的大多数专家认为，題字应覆刻原版。
2012年12月，联合国教育、科学及文化组织將阿里郎列入人类非物质文化遗产代表作名录后，文化財廳公布五年计划，以保存並發揚这首歌。该计划旨在支持区域组织的阿里郎音乐节，并为歌曲、展览、基金研究建立档案，已拨款3360萬韓圓。

## 外部連結
- 官方网站